# Maria Christina Strömberg

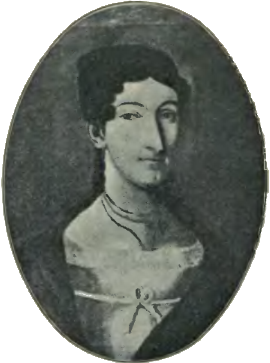
Maria Christina Sophia Ehrnström

Maria Christina Sophia Strömberg, född Ehrnström 1777, död 17 september 1853 i Kristiania, var en svensk dansös, skådespelare och lärare i balett och drama.  Tillsammans med sin make Johan Peter Strömberg var hon även aktiv i Norge, där paret blev pionjärer inom sina verksamhetsfält.

## Biografi
Maria Christina Strömberg ska ha varit elev till Louis Gallodier. Hon verkade både som dansös och skådespelare. Hon gifte sig 1797 i Norrköping med Johan Peter Strömberg, och var därefter verksam i hans teatersällskap.
Hon var engagerad vid makens teater i Uddevalla 1798-99, hos Johan Anton Lindqvist 1799-1800, och makens teater i Nyköping 1800-02.  Paret turnerade därefter i Norge.  Hon och maken drev undervisning i dans och drama i Trondheim 1803-04 och 1805, i Kristiansund 1804-05, och i Det Dramatiske Selskab i Oslo 1806-09; hon undervisade kvinnliga elever, maken de manliga. Paret återvände 1811 till Sverige.
Paret var 1817 bosatta i Göteborg, där maken var tobaksfabrikör och hon själv annonserade sina tjänster som danslärare. Under 1820-21 framträdde de återigen med sitt teatersällskap i Göteborg. Paret återvände 1822 till Norge. Åren 1827-28 grundade och drev maken Norges första teater i Oslo, Christiania Offentlige Theater.
Maria Christina Strömberg avled i kolera.